# Космос-1839
Космос-1839 је један од преко 2400 совјетских вјештачких сателита лансираних у оквиру програма Космос.
Космос-1839 је лансиран са космодрома Тјуратам, Бајконур, СССР, 24. априла 1987. Ракета-носач Протон је поставила сателит у орбиту око планете Земље. Маса сателита при лансирању је износила 1400 килограма. Космос-1839 је био навигациони сателит.